# Hemmungskontrolle
Hemmungskontrolle (Reaktionshemmung) ist ein kognitiver Prozess (genauer Exekutive Funktion), der es einer Person ermöglicht, ihre Impulse und natürlichen, gewohnheitsmäßigen oder dominanten Verhaltensreaktionen auf Reize (auch als präpotente Reaktionen bezeichnet) zu hemmen, um ein angemesseneres Verhalten auszuwählen, das mit dem Erreichen ihrer Ziele vereinbar ist. Selbstkontrolle ist ein wichtiger Aspekt der Hemmungskontrolle. Um beispielsweise während einer Diät die natürliche Verhaltensreaktion, Kuchen zu essen, wenn man Heißhunger darauf hat, erfolgreich zu unterdrücken, ist der Einsatz von Hemmungskontrolle erforderlich.
Der Präfrontale Cortex, der Nucleus caudatus und der Nucleus subthalamicus regulieren bekanntermaßen die Hemmkontrolle der Kognition. Die Hemmkontrolle ist sowohl bei Suchterkrankungen, als auch bei ADGS beeinträchtigt. Bei gesunden Erwachsenen und Patienten mit ADHS verbessert sich die Hemmkontrolle kurzfristig durch niedrige (therapeutische) Dosen von Methylphenidat oder Amphetamin. Die Hemmkontrolle kann auch langfristig durch regelmäßiges (Cardio-Training) verbessert werden, also einem Training oberhalb der anaeroben Schwelle.

## Tests
Ein Hemmkontrolltest ist ein neuropsychologischer Test, der die Fähigkeit einer Person misst, ihre natürliche, gewohnheitsmäßige oder dominante Verhaltensreaktion auf einen Reiz außer Kraft zu setzen, um adaptiveres, zielorientierteres Verhalten zu zeigen. Zu den neuropsychologischen Tests zur Messung der Hemmkontrolle gehören der Stroop-Effekt, Simon-Effekt, Aufgaben zur Belohnungsverzögerung und Stoppsignal-Aufgaben.

## Geschlechtsunterschiede
Frauen neigen dazu, eine größere basale Kapazität zur Hemmung unerwünschter oder gewohnheitsmäßiger Verhaltensweisen zu haben und reagieren im Vergleich zu Männern anders auf modulierende Umweltfaktoren. Beispielsweise verbessert das Hören von Musik tendenziell die Reaktionshemmungsrate bei Frauen signifikant, verringert jedoch die Reaktionshemmungsrate bei Männern.